# Sumisip
Sumisip là một đô thị cấp ba ở tỉnh Basilan, Philippines. Theo điều tra dân số năm 2015, đô thị này có dân số 41.730 người trong.

## Các đơn vị hành chính
Sumisip, về mặt hành chính, được chia thành 41 khu phố (barangay).
| - Bacung - Benembengan Lower - Buli-buli - Cabcaban - Guiong - Lanawan - Manaul - Mangal (Pob.) - Saluping - Sumisip Central - Sulloh (Tapiantana) - Tumahubong - Babag (Babuan Island) - Libug | - Tongsengal - Tong-Umus - Baiwas - Basak - Cabengbeng Lower - Cabengbeng Upper - Luuk-Bait - Mahatalang - Tambulig Buton - Balanting - Benembengan Upper - Bohe-languyan - Boloh-boloh - Bukut-Umus | - Ettub-ettub - Kaumpurnah - Kaum-Air - Limbocandis - Lukketon - Marang - Mebak - Pisak-pisak - Sahaya Bohe Bato - Sapah Bulak - Suligan (Babuan Island) - Tikus - Kaumpamatsakem |